# Ingrassia calonectris
Ingrassia calonectris  (лат.) — вид перьевых клещей рода Ingrassia Oudemans, 1905 из семейства Xolalgidae. Азорские острова, Мадейра (Португалия), Острова Зеленого Мыса. Длина тела 0,2—0,3 мм (длина идиосомы самцов до 290 мкм, самок — до 305 мкм). Паразиты птиц из семейства Буревестниковые: Calonectris borealis (Cory) и Calonectris edwardsii (Oustalet).
Покровы тела слабо хитинизированы. Самцы отличаются сильно развитыми ногами IV пары (первые три пары ног примерно одинаковые по размеру). Видовое название I. calonectris дано по имени рода птиц-хозяев (Пёстрые буревестники, Calonectris)